# Ivan Shvedoff
Ivan Shvedoff (* 21. September 1969 in Leningrad) ist ein russischer Schauspieler und Theaterregisseur.

## Leben
Im Alter von 21 Jahren absolvierte Shvedoff an der staatlichen Theaterakademie St. Petersburg ein Studium im Studiengang Schauspieler für Theater und Kino. Unmittelbar darauf folgten mehrere Angebote von diversen Leningrader Theatern. Der Schauspieler wollte jedoch seinen eigenen Weg gehen und inszenierte stattdessen in Schweden das Stück Wie es euch gefällt.
Der Zerfall der Sowjetunion hatte auch den Niedergang der dortigen Filmindustrie zur Folge, sodass Shvedoff seine Karriere im Ausland fortsetzte. Nachdem er 1999 in Achim von Borries’ preisgekröntem Spielfilmdebüt England! die Rolle des todkranken „Valeri“ gespielt hatte, nahm er verstärkt Filmangebote aus Deutschland an. So wirkte er 2003 erneut unter der Regie von Achim von Börries in Was nützt die Liebe in Gedanken und in Hans-Christian Schmids Lichter mit, der im Grenzgebiet des ostdeutschen Frankfurt (Oder) und des polnischen Słubice spielt.
2003 entstand der Film Zuckerbrot, bei dem Hartmut Schoen Regie führte und zugleich für das Drehbuch verantwortlich zeichnete. Für die Rolle des in Berlin gestrandeten Deutschrussen „Mitja“ wurde Shvedoff 2004 gemeinsam mit Regisseur Schoen und der Redakteurin Gabriela Sperl mit dem Adolf-Grimme-Preis ausgezeichnet. Beide setzten ihre erfolgreiche Zusammenarbeit 2005 mit Der Grenzer und das Mädchen fort. 2007 war Shvedoff zusammen mit Valerie Koch und Esther Schweins im Film Die Anruferin zu sehen, der im Rahmen der Berlinale gezeigt wurde. Daneben stand Shvedoff immer wieder für internationale Produktionen vor der Kamera.
Ivan Shvedoff lebt in Prag.

## Filmografie (Auswahl)

### Kino
- 1991: Chekist
- 1992: The Legend of Icons
- 1992: Angels in Paradise
- 1993: Leaving Lenin
- 1994: Farewell, Ophelia
- 1994: Bullet to Bejing
- 1995: The Arrival of the Train (Episodenfilm)
- 1996: The French Waltz
- 1999: England!
- 2001: Duell – Enemy at the Gates (Enemy at the Gates)
- 2003: Lichter
- 2004: Die Bourne Verschwörung (The Bourne Supremacy)
- 2004: Was nützt die Liebe in Gedanken
- 2004: Mitfahrer – Jede Begegnung ist eine Chance
- 2005: Almost Heaven
- 2006: 7 1/2 Frauen (Kurzfilm)
- 2006: Die Anruferin
- 2008: Der Knochenmann
- 2010: Der Albaner (Shqiptari)
- 2011: Mission: Impossible – Phantom Protokoll (Mission: Impossible - Ghost Protocol)
- 2014: Alles ist Liebe
- 2015: Fremdkörper
- 2015: Kind 44 (Child 44)
- 2015: Abschussfahrt
- 2015: Bridge of Spies – Der Unterhändler (Bridge of Spies)
- 2016: Maikäfer flieg
- 2016: Vor der Morgenröte
- 2016: Geschwister
- 2021: Mission Ulja Funk
- 2022: Roxy

### Fernsehen
- 1994: The Confession of a Stranger
- 1995: Eine Frau wird gejagt
- 1996: Young Schuhmann
- 1997, 2006: Küstenwache (Fernsehserie, verschiedene Rollen, 2 Folgen)
- 1999–2000: Secret Service Agent (Agent natsionalnoy bezopasnosti , Fernsehserie)
- 2003: Der gestohlene Mond
- 2003: Zuckerbrot
- 2005: SOKO Leipzig (Fernsehserie, Folge Liebe und Tod in Moskau)
- 2005: Der Grenzer und das Mädchen
- 2005: Im Reich der Reblaus
- 2006: Eine Liebe in Königsberg
- 2006: Der Elefant – Mord verjährt nie (Fernsehserie, Folge Der lange Weg zurück)
- 2006: Die Mauer – Berlin ’61
- 2007: Unter anderen Umständen – Bis dass der Tod euch scheidet
- 2008: Mord mit Aussicht (Fernsehserie, Folge Waldeslust)
- 2008: Braams – Kein Mord ohne Leiche
- 2008: Die Liebesflüsterin
- 2010: Spreewaldkrimi – Der Tote im Spreewald (Fernsehreihe)
- 2011: 4 Tage im Mai
- 2013: Kommissar Stolberg (Fernsehserie, Folge Himmel und Hölle)
- 2013, 2015: Crossing Lines (Fernsehserie, verschiedene Rollen, 2 Folgen)
- 2014: Kommissar Marthaler – Partitur des Todes
- 2014: Winterkartoffelknödel
- 2016: Ein starkes Team – Tödliche Botschaft
- 2017: Babylon Berlin
- 2018: SOKO Potsdam (Fernsehserie, Folge Ein schwerer Fehler)
- 2018: Der Staatsanwalt – Tödlich Wohnen
- 2019: Wilsberg – Gottes Werk und Satans Kohle
- 2020: Tödliche Geheimnisse
- 2020: Erzgebirgskrimi – Tödlicher Akkord
- 2021: Alarm für Cobra 11 – Die Autobahnpolizei (Fernsehserie, Folge Völlig schmerzfrei)
- 2022: Kolleginnen: Für immer (Fernsehreihe)
- 2022: Sayonara Loreley (Fernsehfilm)

## Auszeichnungen
- 2001: Heimat in Europa-Preis für den Besten Nachwuchsdarsteller
- 2001: Silver Iris beim Internationalen Filmfestival Brüssel für die Hauptrolle in England!
- 2004: Adolf-Grimme-Preis für Zuckerbrot